# Benroth (Nümbrecht)
Benroth (mundartlich Bennert) ist ein Ortsteil von Nümbrecht im Oberbergischen Kreis im südlichen Nordrhein-Westfalen innerhalb des Regierungsbezirks Köln (Deutschland). Der Ort ist zweigeteilt, mehrere Gebäude im südlichen Teil des Ortes gehören zur Stadt Waldbröl.

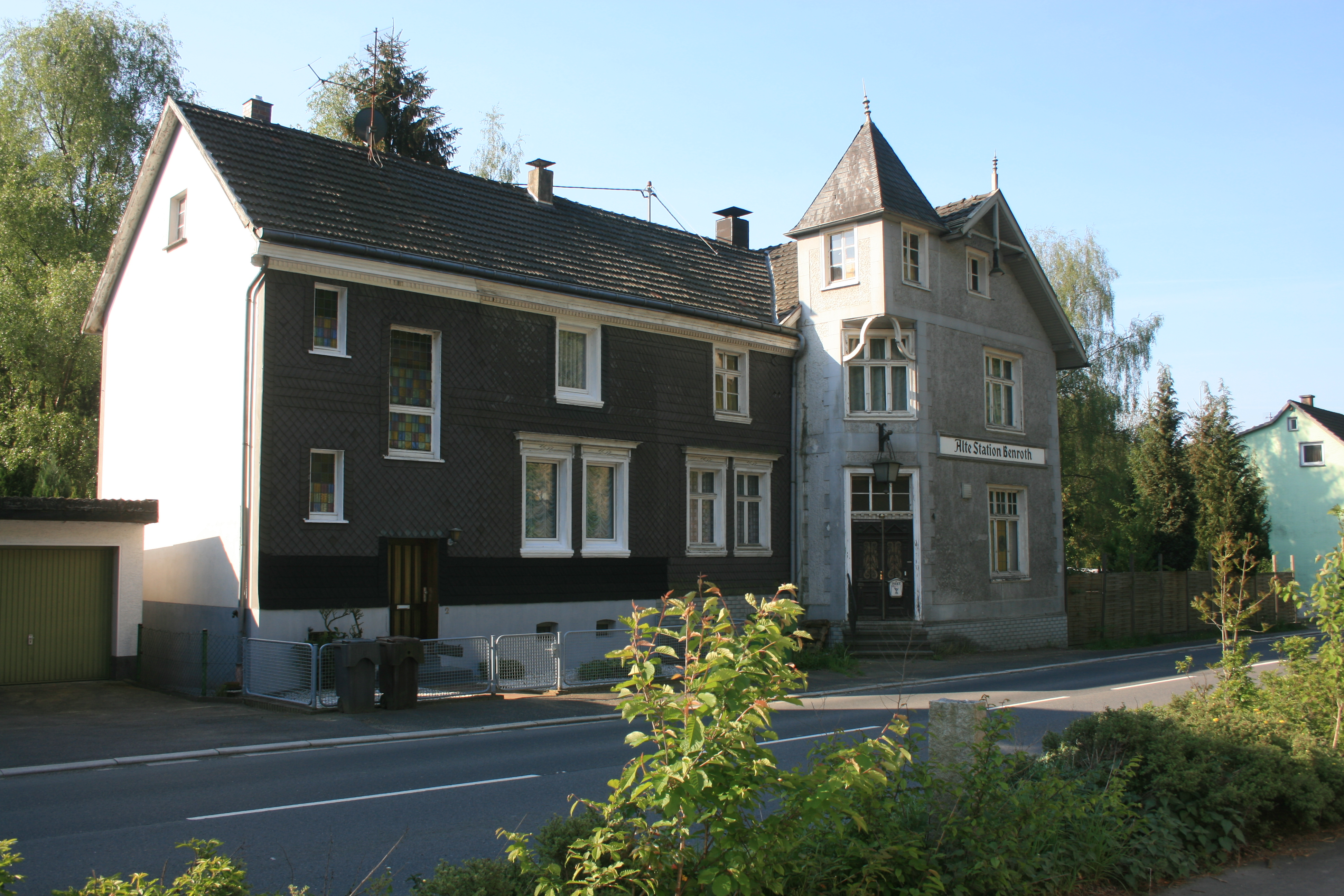
Der alte Bahnhof der Bröltalbahn

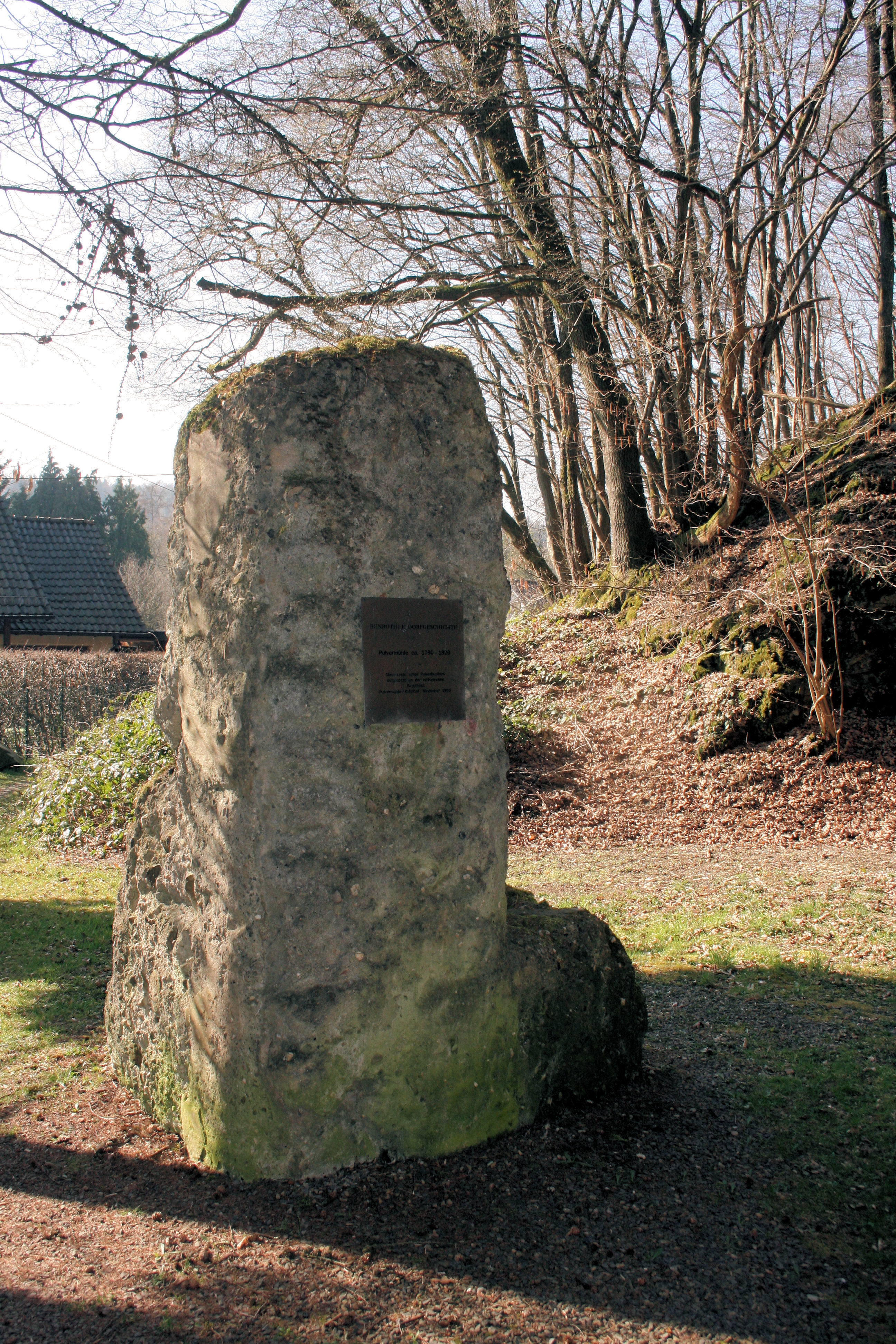
Reste eines Pulverbunkers der bis 1920 bestehenden Pulvermühle

## Lage und Beschreibung
Der Ort liegt in Luftlinie rund 5 km südlich vom Ortszentrum der Gemeinde Nümbrecht entfernt. Nachbarorte sind Harscheid im Norden, Berkenroth im Osten, Pulvermühle und Propach und Neuroth im Süden und Lindscheider Mühle im Westen.

## Geschichte

### Besiedlung und Erstnennung
Die Besiedlung erfolgte von 900 bis 1200.
Im Jahre 1447 wurde der Ort das erste Mal urkundlich erwähnt und zwar in einer „Rechnung des Joh. van Flamersfelt, saynischer Rentmeister zu Homburg“ (HStA Wiesbaden). Die Schreibweise der Erstnennung war Benrode. Der Name bedeutet Rodung des Benno; Kurzform für Bernhard (der Bärenstärke). Der Ort wurde im Jahr 1579 laut Fuder-Haber-Zettel (Futterhaferliste) des Kapellbezirks Marienberghausen von 12 Familien/Hofbesitzern bewohnt.

## Besonderheiten
Benroth trägt den Titel „Ökologisches Dorf der Zukunft“. Die ökologische Umgestaltung durch kleine und größere Maßnahmen (z. B. Feuchtbiotop, Trockenmauern, Hecken, Entsiedlungen) lässt sich im Erscheinungsbild des Dorfes ablesen. Der ca. einstündige Weg („Ökomeile“) durch das Dorf ermöglicht einen Einblick in das Projekt.

## Freizeit

### Wandern und Radwege

#### Wanderwege
Ein Teilstück des Graf-Engelbert-Weg von geht von Wiehl-Drabenderhöhe – Oberbach – Herftenrath über Nümbrecht-Kurtenbach – Niederbreidenbach  – Grunewald  – Lindscheid – Benroth – Berkenroth über Waldbröl-Geilenkausen – Bladersbach, am Galgenberg und den „Drei Eichen“ dem Windecker Hochgericht des Mittelalters vorbei, über den Höhenzug Nutscheid über Höhnrath nach Windeck-Schladern (S-Bahn-Haltestelle). Streckenlänge 25 km.

#### Radwege
Folgende Fahrradtour durchquert Benroth:
Fachwerkroute: Die zahlreich guterhaltenen und renovierten Fachwerkhäuser sind Gegenstand dieser Tour. Es müssen 8 Höhenunterschiede bewältigt werden.
Ausgangspunkt Nümbrecht
| Routen-Name   | Wegzeichen | Fahrstrecke | Weglänge |
| Fachwerkroute |            | Nümbrecht – Marienberghausen – Lindscheid – Benroth – Langenbach – Berkenroth – Gut Rottland – Richtung Wirtenbach – Bruch | 40 km    |

## Bus und Bahnverbindungen

### Linienbus
Haltestelle: Benroth
- 346 Nümbrecht Schulzentrum – (OVAG, Werktagsverkehr)
- SB53 Waldbröl – Hennef Bf

### Ehemalige Bahnverbindung
Der Bahnhof Benroth lag an der Bröltalbahn Hennef (Sieg)–Waldbröl.